# McLeod River (Athabasca River)
Der Mcleod River ist ein Nebenfluss des Athabasca Rivers im kanadischen Teil der Rocky Mountains. Über den Athabasca River und Slave River gehört er zum Einzugsgebiet des Mackenzie Rivers.

## Flusslauf
Der Fluss entspringt im Westen der Provinz Alberta, knapp außerhalb des Jasper-Nationalparks durch den Zusammenfluss von Thornton Creek und Cheviot Creek. Die beiden Creeks werden durch Schmelzwasser an den Westflanken von Tripoli Mountain und Cheviot Mountain gespeist. Der Mcleod River folgt dann der Grave Flats Road und nimmt dabei das Wasser von Prospect Creek, Whitehorse Creek und Cadomin Creek auf, bevor er sich in den Lac Des Roches ergießt, der südlich der Stadt Cadomin liegt.
Der Fluss schlängelt sich danach durch die Ausläufer der Berge. Schon bald münden vier wichtige Zuflüsse ein: Gregg River, Erith River, Embarras River und Edson River, bevor der Mcleod River schließlich bei Whitecourt in den Athabasca River mündet.
Liste der Zuflüsse vom Quellgebiet bis zur Mündung
- Thornton Creek
- Cheviot Creek
- Prospect Creek
- Whitehorse Creek
- Drummond Creek, Harlequin Creek
- Cadomin Creek
- Luscar Creek
- Lac des Roches
- Watson Creek
- Mackenzie Creek
- Beaverdam Creek
  - Taylor Creek, Chief Creek, Thompson Creek, Rainbow Creek
- Deerlick Creek
  - Eunice Creek
- Wampus Creek
- Mary Gregg Creek
  - Mary Gregg Lake, Trapper Creek
- Antler Creek
- McCardell Creek
- Gregg River
  - Berry’s Creek, Sphinx Creek, Drinnan Creek, Folding Mountain Creek, Mystery Lake, Warden Creek, Teepee Creek, Wigwam Creek
- Anderson Creek
- Quigley Creek
- McPherson Creek
- White Creek
- Corral Creek
- Embarras River
  - Mitchell Creek, Baril Creek, Lambert Creek, Neill Creek, Prest Creek, Bryan Creek, Dummy (Hay) Creek
  - Erith River
    - Rodney Creek, Raven Creek, Hanlan Creek, Lendrum Creek, Lund Creek, Halpenny Creek, Wickham Creek
- Little Sundance Creek
- Swartz Creek
- Wolf Creek
- Edson River
  - Bench Creek
- Trout Creek
- January Creek
- South Carrot Creek
- Lost Creek
- Groat Creek